# Aerovías Brasil
Empresa de Transportes Aéreos Aerovias Brasil S/A war eine brasilianische Fluggesellschaft, die von 1942 bis 1961 bestand und die national und international Linien- und Charterflüge durchgeführt hat.

## Geschichte
Aerovias Brasil wurde 1942 gegründet und war Teil einer umfassenden Initiative der Fluggesellschaft TACA, deren vollständiger Name  Transportes Aéreos Centro-Americanos war und die von Lowell Yerex kontrolliert wurde, einem in den Vereinigten Staaten ausgebildeten Neuseeländer, der bei der Royal Canadian Air Force das Fliegen gelernt hatte. Ziel war es, ein breites Netzwerk von Tochtergesellschaften in möglichst vielen lateinamerikanischen Ländern aufzubauen. TACA wurde Anfang der 1930er Jahre in Honduras gegründet und verfügte bereits über zahlreiche Niederlassungen in weiten Teilen Mittelamerikas sowie in Mexiko, Kolumbien und Venezuela. Die ersten Flüge wurden mit zwei 12-sitzigen Lockheed 14H2 durchgeführt. Ab dem Jahr 1943 flog man die Strecke Rio de Janeiro – Miami. Etwa 3 Tonnen Quarz und wertvolle Mineralien wurden monatlich nach Miami verbracht. Paramaribo (Surinam), Port of Spain (Trinidad und Tobago) und Santo Domingo (damals Ciudad Trujillo), (Dominikanische Republik) genannt, wurden als Zwischenstationen angeflogen. Im Jahr 1944 erwarb man zwei Fairchild 71A, im Jahr 1945 erweiterte man die Flotte um zwei Douglas DC-2 mit einer Kapazität für 14 Passagiere und sechs Douglas DC-3.
Im Jahr 1947 wurde die Gesellschaft an eine Gruppe von Industriellen aus São Paulo verkauft und 1949 an die Regierung des Bundesstaates São Paulo. Im Jahr 1950 erwarb man vier schwedische Scandia 90-A2, die aber Ende des Jahres an die Fluggesellschaft VASP weiterverkauft wurden. 1951 bestand die Flotte aus 24 Douglas DC-3, 4 Douglas DC-4 und drei Curtiss C-46. Letztere wurden ausschließlich für den Frachtverkehr nach Nordamerika verwendet.
Im Jahr 1954 wurde die Fluggesellschaft durch REAL Transportes Aéreos übernommen, und diese wiederum 1960 von Varig.

## Flugziele
Aerovias flog hauptsächlich Ziele in Brasilien an. Aber auch Caracas, Venezuela; Miami, (Vereinigte Staaten), Paramaribo (Surinam), Port of Spain, (Trinidad und Tobago), Santo Domingo und (Dominikanische Republik).

## Flotte
| Flugzeugtype                | Anzahl | Jahre Aktiv | Bemerkung |
| --------------------------- | ------ | ----------- | --------- |
| Lockheed 14H2 Super Electra | 2      | 1942–1945   |           |
| Fairchild 71A               | 2      | 1944–1945   |           |
| Lockheed 12A Electra Junior | 2      | 1944–1947   |           |
| Douglas DC-2                | 2      | 1945–1948   |           |
| Douglas DC-3/C-47           | 30     | 1945–1961   |           |
| Curtiss C-46 Commando       | 4      | 1951–1954   |           |
| Douglas DC-4                | 4      | 1951–1960   |           |

## Zwischenfälle
- 13. Februar 1943 – Die Lockheed 14-H Super Electra (PP-AVA) stürzte unter ungeklärten Umständen und Ursachen in der Nähe von Bom Jesus da Lapa, Bahia ab. Einer der beiden Insassen kam dabei ums Leben.[2]

- 14. Juli 1948 – Die Piloten der Douglas DC-3/C-47A-70-L (PP-AVO) verloren während des Starts vom Flughafen Belem-Val de Can (Brasilien) in einer Linkskurve die Kontrolle, was zum Absturz führte. Die auf einem Frachtflug befindliche Maschine hätte frühestens in 100 Metern Höhe eingekurvt werden dürfen. Von den sechs Insassen kamen fünf ums Leben, drei Besatzungsmitglieder und beide Passagiere.[3]

- 19. Dezember 1949 – Die Douglas DC-3/C-47A-30-DK (PP-AXG) verschwand auf einem Trainingsflug vom und zum Flughafen Vitoria-Goiabeiras (Brasilien). Möglicherweise stürzte die Maschine ins Meer. Alle sechs Insassen auf dem Trainingsflug, drei Besatzungsmitglieder und drei Passagiere, kamen ums Leben.[4]

- 30. Mai 1950 – Die Piloten der Douglas DC-3/C-47-DL der Aerovias Brasil (PP-AVZ) flogen auf dem Flug von Vitória da Conquista nach Salvador da Bahia bei Ilhéus in eine Schlechtwetterzone mit Turbulenzen ein. In dieser kam es zum Kontrollverlust, wobei auch die strukturellen Belastungsgrenzen der Maschine überschritten wurden und diese auseinanderzubrechen begann und abstürzte. Bei dem Unfall wurden 13 von 15 Personen an Bord getötet, nur zwei Passagiere überlebten (siehe auch Flugunfall der Aerovias Brasil bei Ilhéus).[5]